# Emil Lederer
Emil Lederer, född 22 juli 1882 i Pilsen, död 29 maj 1939 i New York, var en böhmisk-tysk nationalekonom och sociolog.
Lederer blev 1920 professor i Heidelberg, 1931 i Berlin, innan han avsattes 1933 av den nationalsocialistiska regimen. Han sysslade framför allt med kapitalismens sociala följdföreteelser, såsom i Technischer Fortschrift und Arbeitslosigkeit (1931). Hans teoretiska huvudarbete var Aufriss der ökonomischen Theorie (3:e upplagan 1931). Lederer var utgivare av Archiv für Sozialwissenschaft und Sozialpolitik.